# Gambit de l'ala
En escacs, un gambit de l'ala és un nom genèric que es dona a les obertures en què les blanques juguen un b4 primerenc, per desviar un peó enemic, o un alfil de c5, per tal d'obtenir el control de d4, una important casella central. També pot referir-se a sistemes en què les negres facin ...b5, però els gambits d'ala oferts per les negres són molt rars.
|  |

## gambit de l'ala a la defensa siciliana
El més important gambit de l'ala és el gambit Evans.
Dels altres, el més comú és el gambit de l'ala de la defensa siciliana, que comença amb 1.e4 c5 2.b4 (vegeu el diagrama). Després que les negres capturin amb 2...cxb4, la continuació habitual és 3.a3 bxa3 (3...d5! és des de fa poc considerada superior, quan les blanques haurien d'evitar 4.exd5 Dxd5 5.axb4?? De5+ guanyant una torre, un error que es va veure en partida de torneig, a Shirazi-Peters, Berkeley 1986; en lloc d'això, 5.Cf3 és millor, o també 5.Ab2, la variant Marienbad) i ara la línia principal és 4.Cxa3, tot i que 4.Axa3 i 4.d4 també es veuen. És també possible de declinar el gambit (o almenys endarrerir-ne l'acceptació) amb 2...d5.
A canvi del peó, les blanques obtenen un desenvolupament més ràpid, i avantatge central, però no es considera generalment com una de les millors opcions de les blanques contra la siciliana i no es veu virtualment mai a nivell professional. Entre els aficionats és més comú, tot i que tampoc no és tan popular com altres sistemes.
També és possible de preparar el gambit fent 2.a3!? seguit de 3.b4; un altre sistema relacionat és el gambit de l'ala diferit, 2.Cf3 d6 3.b4.
Després del moviment 2...cxb4 de les negres, hi ha una popular alternativa al tercer moviment per les blanques, 3.d4. Els GMs George Koltanowski, David Bronstein i el Campió del món Aleksandr Alekhin van jugar aquesta línia.
El gambit Portsmouth Gambit és encara una altra forma del gambit de l'ala. En aquesta versió, després de 1.e4 c5 2.Cf3, les blanques esperen a 2...Cc6 abans de fer 2. b4 de manera que les negres no puguin pràcticament refusar el gambit a causa de l'amenaça de 3.b5, desplaçant el cavall.

## gambit de l'ala en altres obertures
Hi ha dos gambits de l'ala a la defensa francesa, 1.e4 e6 2.d4 d5 3.e5 c5 4.b4 i 1.e4 e6 2.Cf3 d5 3.e5 c5 4.b4. Poden transposar l'un en l'altre, i ambdós són rars. Una idea relacionada es pot trobar a la defensa Caro-Kann, després de 1.e4 c6 2.Ce2 d5 3.e5 c5 4.b4, tot i que les negres poden assolir un avantatge immediat fent 4...d4! (aquest moviment també és fort a la segona línia de la francesa donada més amunt). Encara més rar és el gambit de l'ala a l'obertura de l'alfil, 1.e4 e5 2.Ac4 Ac5 3.b4, que s'assembla una mica al gambit Evans.
Hi ha també diversos altres «gambits de l'ala» en altres obertures, però són molt infreqüents, i no tant notables com els anteriors:
- A l'obertura anglesa: 1. c4 c5 2. b4, o bé 1. c4 b5
- Al gambit Marshall de la defensa escandinava: 1. e4 d5 2. exd5 Cf6 3. d4 g6 4. c4 b5
- A l'obertura Ware: 1. a4 b5 2. axb5 Ab7